# Tadeusz Tomaszewski (político)

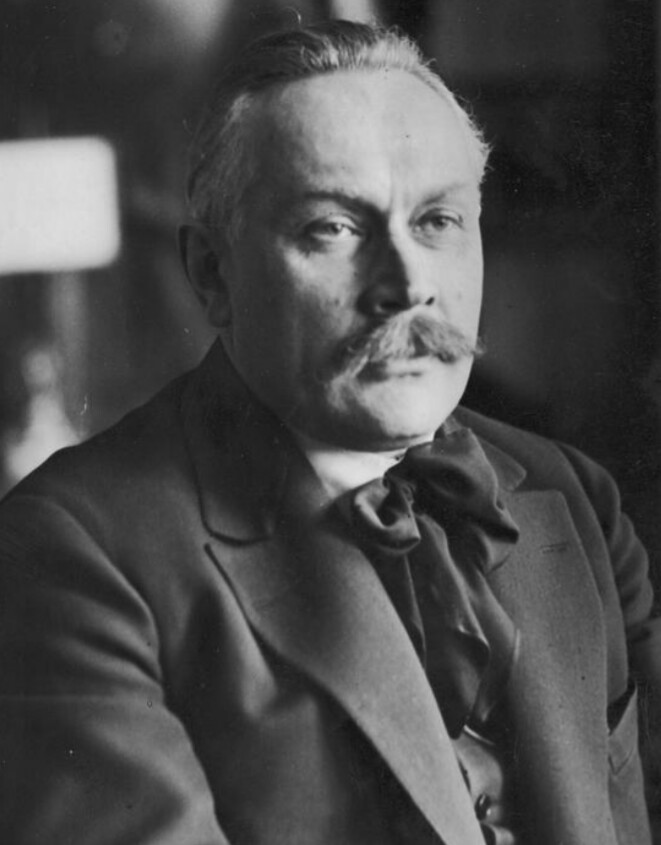
Tadeusz Tomaszewski

Tadeusz Tomaszewski (26 de novembro de 1881, Sacin ( Nowe Miasto nad Pilicą, condado de Grójec) - 10 de agosto de 1950, em Londres) foi o 33.º Primeiro Ministro da Polónia e 3.º Primeiro Ministro do Governo Polaco no Exílio (1949 - 1950). Ele morreu em Londres.